# Ángel Ferrant
Ángel Ferrant Vázquez (Madrid 1890-1961) fue un escultor español de vanguardia relacionado con el surrealismo y el arte cinético.

## Biografía y obra
Hijo del pintor Alejandro Ferrant, estudió escultura en la Escuela de Artes y Oficios de Madrid, en la Real Academia de Bellas Artes de San Fernando y en el taller del escultor Aniceto Marinas. Sus primeras obras, entre las que destaca La cuesta de la vida (Museo del Prado) por la que obtuvo una segunda medalla en la Exposición Nacional de Bellas Artes de 1910, se inscriben en el realismo academicista del cambio de centuria, con toques tremendistas. En 1913 viajó a París donde entró en contacto con el futurismo y, aunque él no llegase a ser propiamente un futurista, la influencia de Marinetti con quien tuvo relación epistolar hizo que evolucionase su escultura.
Al obtener por oposición una plaza de profesor de modelado y vaciado fue destinado a la Escuela de Artes y Oficios de La Coruña, donde residió durante dos años, hasta su traslado en 1920 a la escuela de la Lonja en Barcelona. Aquí permaneció hasta 1934, cuando se estableció definitivamente en Madrid al obtener por traslado la plaza de profesor de Modelado y Vaciado de la Escuela de Artes y Oficios Artísticos.

### Primeros contactos con las vanguardias
En Barcelona se aproximó a los artistas del noucentisme y las vanguardias, cuya influencia se advierte en La escolar, por la que obtuvo el primer premio del Concurso Nacional de Escultura de 1926. Becado por la Junta de Ampliación de Estudios, en 1927 viajó a Viena buscando una renovación de los métodos pedagógicos de la enseñanza de la escultura.
Durante estos años de permanencia en Barcelona expuso en diversas galerías y con diferentes grupos como la I Exposición de la Sociedad de Artistas Ibéricos, en la que presentó dos desnudos influidos por el arte primitivo, el Saló dels Evolucionistes, el Círculo de Sant Lluc, la Asociación de Escultores y los Amigos de las Artes Nuevas (ADLAN.), grupo afín al surrealismo fundado en 1931 con Ángel Ferrant como miembro muy activo. En 1936 participó en la Exposición Logicofobista de Barcelona, integrada plenamente en la corriente surrealista, en la que participó también el que había sido su alumno Eudald Serra. Ferrant inició en estos años sus investigaciones sobre los objetos, ensayando nuevos materiales artísticos dentro de la estética del objet trouvé. Por los mismos años inició sus contactos con el norteamericano Alexander Calder, del que los Amigos de las Artes Nuevas expusieron su Circo en miniatura.

### La Guerra Civil y la Junta Delegada del Tesoro Artístico
Al inicio de la guerra firmó el «Manifiesto de la Alianza de Intelectuales Antifascistas para la Defensa de la Cultura» publicado en el diario La voz del 30 de julio de 1936. A comienzos de 1937 se incorporó a la Junta Delegada de Incautación, Protección y Salvamento del Tesoro Artístico creada el 15 de diciembre de 1936, que tenía como presidente a Roberto Fernández Balbuena y como vocal a su hermano, el arquitecto Alejandro Ferrant. Una de sus misiones como auxiliar técnico consistió en la organización del fichero fotográfico de las obras recogidas por la Junta. Por las mismas fechas fue nombrado director accidental del Museo de Arte Moderno, al trasladarse a Valencia Ricardo Gutiérrez Abascal, y presidente de la Sección del Tesoro Artístico del Consejo Central de Archivos, Bibliotecas y Tesoro Artístico, cargos de escasa eficacia real al permanecer cerrado el museo y convertirse el Consejo Central en una superestructura vacía de contenido. En abril hizo gestiones ante el coronel Rojo, defensor de Madrid, para impedir que en una de las torres de la Basílica de San Francisco el Grande se instalase un puesto de observación, lo que habría convertido la basílica en objetivo militar con peligro para las obras de arte que la Junta de Incautación tenía depositadas en ella. Estas gestiones, finalizadas con éxito, pudieron sin embargo estar en el origen de su posterior arresto. El 27 de mayo fue detenido en las dependencias de la Junta por agentes del Servicio de Investigación Militar del Ejército del Centro que la noche anterior habían detenido al arquitecto Francisco Ordeig, responsable del depósito de obras de artes de la Basílica de San Francisco el Grande, junto con un hijo de este y los funcionarios de la Junta y miembros de la Guardia Nacional Republicana encargados de la custodia del depósito, a quienes se acusaba de connivencia con el enemigo. El 30 los hermanos Ferrant fueron liberados, tras la intervención de Fernández Balbuena y los compañeros de la Junta, quienes advertían en las acusaciones formuladas por los agentes de la brigada de información exageraciones e interpretaciones forzadas de declaraciones escuchadas por confidentes. Al parecer, no había otro motivo para la detención de los Ferrant que su amistad con Ordeig, juzgado finalmente en Barcelona un año más tarde.
El 1 de julio fue nombrado vocal de la Junta Delegada, encargado de las visitas e incautaciones por los pueblos de la región centro, entre otras tareas variadas. En enero de 1938, tras el nombramiento de Fernández Balbuena como delegado en Madrid de la Dirección General de Bellas Artes y subdirector del Museo del Prado, Ángel Ferrant fue encargado de la presidencia de la Junta Delegada del Tesoro Artístico en Madrid. Sus reticencias ante algunas peticiones de los responsables del ministerio y de la dirección de Bellas Artes fueron motivo de continuos choques. En marzo presentó su dimisión —que pronto retiró— tras negarse a enviar a Valencia El descendimiento de la cruz de Rogier van der Weyden. En abril de 1938 fue llamado a Barcelona donde permaneció hasta el mes de junio, dejando como responsable de la Junta a Matilde López Serrano, agente del SIPM franquista. El 6 de septiembre los responsables del Ministerio de Hacienda, al que habían sido transferidas las competencias sobre el Tesoro Artístico, procedieron a remodelar las Juntas Delegadas, a cuyo frente se colocaron los gobernadores civiles y Ferrant quedó como auxiliar técnico sin funciones ejecutivas.

### La posguerra
Terminada la guerra, fue denunciado junto con su hermano por el duque de Valencia, cuyas propiedades se habían salvado gracias a la Junta Delegada de Madrid. Sometido a expediente disciplinario, en abril presentó un escrito exculpatorio detallando sus actuaciones al frente de la Junta Delegada. En julio, Pedro Muguruza, comisario general del Servicio de Defensa del Patrimonio Artístico Nacional, presentó un informe ante el Tribunal Militar de Funcionarios en el que reconocía el papel jugado por la Junta Delegada en Madrid, en orden a la conservación del patrimonio. También finalizada la contienda recuperó la creación artística que había abandonado en tiempos de guerra. Muy significativa es en este orden la serie de relieves en barro cocido de la Tauromaquia (Museo Nacional Centro de Arte Reina Sofía), fechada en 1939, en la que retorna al arte figurativo desde presupuestos ajenos al academicismo.
En 1943 recibió el encargo por parte de los arquitectos Durán de Cottes y López Izquierdo para colaborar con un conjunto escultórico destinado a la fachada del Teatro Albéniz de Madrid, a modo de reinterpretación de la fachada-retablo de la arquitectura barroca hispana. El encargo consistía en la realización de once figuras, once autómatas de madera que mediante un simple mecanismo de cigüeñales y un motorcillo movían las partes articuladas (tocando una guitarra, abanicándose, balanceando el torso...) que se conservaron en la fachada hasta 1983, momento en que se llevaron a una exposición, para quedar resguardadas en adelante en el foyer del teatro. Por necesidades económicas aceptó algunos otros encargos, como parte de los relieves de la columna del Descubrimiento en La Rábida, pero al mismo tiempo volvió a trabajar sobre objetos hallados —conchas, piedras, palos— ensamblados en construcciones de «expresión inutilitaria».
En 1948 conoció al pintor alemán Mathias Goeritz y su Escuela de Altamira, que va a potenciar el trabajo con objetos de piedra o barro en los que se insinúan figuras humanas. Con Goeritz publicó Figuras del mar, libro con textos del alemán y dibujos de Ferrant. En 1949 expuso sus móviles, cercanos a Calder, y su contrapunto, la serie de esculturas Estáticas. En 1960 obtuvo el premio especial de escultura en la XXX Bienal de Venecia.